# スクラブル
スクラブル（英: Scrabble）は1948年にアメリカで作られた、単語を作成して得点を競うボードゲームである。なお、英語版に加え、現在ではフランス語、スペイン語、ロシア語等様々な言語で発売されているが、本項では専ら英語版について取り上げる。

## 概要
その起源は1938年にLexikoをベースにクロスワードパズル的要素を付加した"Criss-Crosswords"である（ちなみに、このころからずっと文字コマの枚数と得点の割り当ては変わっていない）。弁護士のジェームス・ブリュノ(英ː James Brunot)が1948年に、ボード上に倍率が設定されたマスを追加しルールを簡略化して発売した。1953年にJamesはこのゲームの権利をSelchow and Righter社（今日もマテルの子会社として存在している）に売却、イギリスやオーストラリアでも発売されるようになった。Selchow and Righter社は1986年に権利をコレコ社に売却するが、程なくしてハズブロ社に渡っている。米国では今でもポピュラーなボードゲームのひとつである。日本各地においても、定期的にスクラブルを楽しめる場が用意されている。

## メディアへの露出
メディアでも年に数回取り上げられるようである。

## ボードとコマ
スクラブルのボードは15×15のマスとなっており、このマスにアルファベットの文字が書かれたコマを置くことでゲームは進行する。通常のマスの他に、4種類の色の付いたマスが存在する。
- Double Letter（水色）: このマスに置かれた文字の得点が2倍になる。
- Triple Letter（青）: このマスに置かれた文字の得点が3倍になる。
- Double Word（ピンク）: このマスを使用した単語の得点が2倍になる。
- Triple Word（赤）: このマスを使用した単語の得点が3倍になる。

これらの特典は新しく置かれたコマに対して有効である。
コマは27種類あり、アルファベットの各文字と空白で合計100枚である。文字によって得点が異なる。()内はその文字のコマの枚数。
- 1点 - E (12)、A (9)、I (9)、O (8)、R (6)、N (6)、T (6)、L (4)、S (4)、U (4)
- 2点 - D (4)、G (3)
- 3点 - B (2)、C (2)、M (2)、P (2)
- 4点 - F (2)、H (2)、V (2)、W (2)、Y (2)
- 5点 - K (1)
- 8点 - J (1)、X (1)
- 10点 - Q (1)、Z (1)
- 0点 - 空白(2)

空白のコマは使用時にどの文字として使うかを宣言する。

## ルール
- プレイヤーは2～4人で、最初に各プレイヤーはこの文字コマを7枚ずつ持つ。それ以外のコマは袋に入れておく（以下、この袋に入っているコマの集まりを山とする）。
- 最初のプレイヤーは中央（ボードの図における★付きのマス）にかかるように、手持ちのコマから英単語を作り置く。
- 単語を配置した後、手持ちが7枚になるように山からコマを補充する。
- その後は既に置かれている単語に接するように、そして置いた結果できる並びが全て英単語になるように、手持ちのコマを配置していく。
- 手持ちのコマを使用しても単語が作れない場合は任意（0～7）の枚数を山にあるコマと交換することが可能。この時はこれでターン終了となる。
- 山にあるコマがなくなった後、誰か一人が手持ちのコマを使い切るか、全員が単語を作れなくなったらゲーム終了。合計得点で順位を決める。

## 得点の計算方法
通常はその単語を構成する全ての文字のそれぞれに書かれた得点を合計するが、ボード上の青や水色のマスに文字が配置された場合、その文字については得点が2倍もしくは3倍となる。
たとえば、"Y"を水色のマスにおいて"EYE"を作成した場合、1+4×2+1=10点となる。
ピンクもしくは赤のマスに文字を配置して単語を作った場合、単語の得点計算が終わった後でその単語の得点を2倍もしくは3倍する。最初に単語を置いたプレイヤーは中央の★印のマスを含む形で配置するため、必然的にDouble Wordボーナスを得ることになる。
たとえば、"FIGHT"を作成した場合にどの文字も水色や青のマスにかかっておらず、どれかの文字をピンクのマスに置いて作った場合は(4+1+2+4+1)×2=24点となる。
場所や単語によってはこの両方の特典が複合することがある。
例えばE-3に置かれた"N"を利用して"FINAL"を作った場合、C-3(Double Word)に"F"、G-3(Double Letter)に"L"が置かれることになる。この時の得点は(2+1+1+1+1×2)×2=14点となる。
山にコマが残っている内は手元には7枚コマがあることになるが、この時に7枚全てのコマを使って単語を作った場合にはボーナスとして50点が入る。この50点のボーナスは得点計算において最後に加算される。このボーナスをアメリカやカナダでは"ビンゴ"(Bingo)と呼ぶ。
以上が単語を作成した際における得点計算である。理論上、ボードの角から中央まで8文字の単語を作成して、Double Letter1つ+Triple Word2つを獲得しさらにボーナス50点を得るということも可能である。この場合、まずDouble Letterを含む各単語の文字それぞれの得点を加算し、Triple Wordの特典を2回得ているために単語の得点を9倍することになる。その上で最後に7文字使い切りのボーナス50点が加算される。

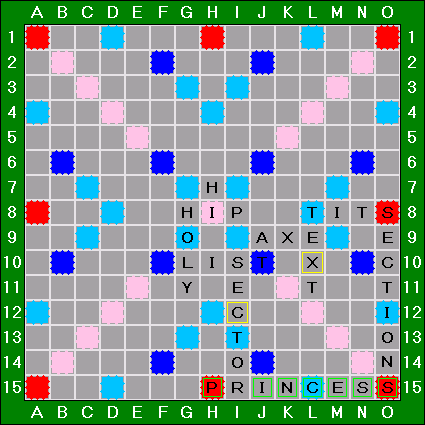
右下で7枚使って"PRINCESS"を作成（経過）

右の画像は、I-15に置かれた"R"を使用し、手元の"P""I""N""C""E""S""S"（画像中で緑囲みで示す）を使用して"PRINCESS"（王女）を作成した例である（この時点までの経過の動画（アニメーションGIF、127,118バイト））。この際に、O-8からO-14までに作成されていた"SECTION"の後ろに"S"が付けられ、複数形の"SECTIONS"が同時に成立した。この時の得点計算は以下のようになる。
- SECTIONS - (1+1+3+1+1+1+1+1)×3=30点
- PRINCESS - (3+1+1+1+3×2+1+1+1)×9=135点
- 7枚使い切りボーナス = 50点
- 合計:30+135+50=215点

なおこの例において、"SECTIONS"の1文字目の"S"に対するTriple Wordおよび"I"に対するDouble Letterは既に適用されているため改めて適用されないという点に注意を要する。
山のコマを使い切った後誰かが手持ちのコマを使い切った場合、手持ちを使い切ったプレイヤーの得点に他のプレイヤーが持っていたコマの得点合計の2倍が加算される。

## 作ることができる単語
スクラブルでは英単語をボード上に作ることになるが、全ての単語が認められているわけではない。一般的なルールではハイフンなどの特殊な記号を含む語や固有名詞を認めない。ただし固有名詞の中には同じスペルで別の意味を持つ物があり、それについてはその別の意味で認められる。例えば"JAPAN"は"日本"（Japan）であると同時に"漆器"（japan）でもあり、スクラブルにおいては"漆器"として認められる語である。なお、各種の活用形については全て認められるため、単数形でボードに置かれた名詞の後ろに"s"を付けて複数形を作り、そのsを含む単語をそれと交わるように置くことで2つの単語でポイントを得るという行為は立派な作戦として認知されている（先述の得点計算の一例では"PRINCESS"を作成するときに末尾の"S"を利用して"SECTIONS"のポイントも得ている）。
公式大会のルールでは、あらかじめいくつかの辞書から2～8文字の単語を集める形で編纂された専用の辞書が一般の辞書とともに用いられる。この専用辞書の中でも特に使われる物は2つあり、1つはNASPA Games（旧称：North American Scrabble Players Association 北米スクラブルプレイヤー協会）で使用されるNASPA Word List (NWL)と、コリンズ英語辞典が編纂するCollins Scrabble Words (CSW) である。
2019年以降、CSWにはNWLに含まれる単語が（公序良俗にそぐわないと判断され削除された419語以外）全部含まれている。しかし過去にはこの2つの辞書は包有関係になかったので、現在でもCSWはNWLの前身である「OSPD」とCSWの前身である「OSW」の文字を並べ替えた名称「SOWPODS」と呼ばれることもある。

## 世界規模の選手権大会
タイバンコクでは、毎年6月下旬又は7月初旬に全世界からスクラブルのエリートプレーヤーが集い戦う。

## 全国規模の選手権大会
2014年スクラブル日本選手権決勝ラウンド（神戸）
2016年スクラブル日本選手権（第25回；大阪）

## バリエーション
- Scrabble又はスクラブルと冠されたボードゲーム：”Scrabble MEスクラブルミー”, ”Super Scrabbleスーパースクラブル”
- 類似の英語ゲーム：①英語スペラ

Scrabble又はスクラブルと冠されたオンラインゲーム：「オンライン対戦サイト」の節を参照のこと。

## 豆知識
1ターンにおける史上最高得点をマークした単語はCAZIQUESである。この単語の1,8文字目を赤いマス、5文字目を水色のマスに配置することで(3+1+10+1+10*2+1+1+1)×3×3+50=392点を記録した。この記録は1982年にイギリスで記録されている。
1試合における最高得点は、1989年にフィル・アップルビー（英: Phil Appleby）によってイギリスで記録された1049点であるが、非公式である。ちなみに、この時の対戦相手の得点は253点であった。
公式に記録（更に公式発表）された１試合最高得点は、876点である。
双方のプレイヤーが協力してあらかじめ決まった手を指す場合、1手で（少なくとも）1778点獲得できることが判明している。その例では、PACIFYING, ELKS, REINTERVIEWED, RAINWASHING, MELIORATIVE, ARFS, JACULATINGをOPACIFYING, YELKS, PREINTERVIEWED, BRAINWASHING, AMELIORATIVE, ZARFS, EJACULATINGに延長し、OXYPHENBUTAZONEで単語3枚マスを3か所踏み、さらにビンゴボーナス50点も獲得する。
スティーブン・キング原作の映画「クリスティーン」の冒頭で、主人公らがスクラブルに興じる場面がある。

## 日本におけるスクラブル団体
- 知育ゲーム協会／ウェスタンスクラブル神戸（神戸市）
- ポートスクラブルクラブ（横浜市）
- 東京スクラブルクラブ（主な活動場所：東京都武蔵野市）
- ウェスタンスクラブルクラブ（大阪市）

　他に福岡市、下関市、山口市にもスクラブル団体がある。

## 日本語版
公式な日本語版は存在しないが、非公式に日本語版が考案されている。（英語版Wikipediaの記事『Scrabble letter distributions§Japanese Hiragana』と『§Japanese Romaji』を参照。）
|      | 1枚      | 2枚              | 3枚                | 4枚                |
| ---- | -------- | ---------------- | ------------------ | ------------------ |
| 0点  |          | □                |                    |                    |
| 1点  |          |                  |                    | いうかしたてとのん |
| 2点  |          |                  | きくこつなにはよれ |                    |
| 3点  | ら       | あけすせもりるわ |                    |                    |
| 4点  | さそちま |                  |                    |                    |
| 5点  | おひふゆ |                  |                    |                    |
| 6点  | ほめや   |                  |                    |                    |
| 8点  | えへみ   |                  |                    |                    |
| 10点 | ねむろ   |                  |                    |                    |
| 12点 | ぬ       |                  |                    |                    |

100枚セットのひらがな版スクラブルでの点数設定は表のとおりである。
「ゐ」、「ゑ」、「を」、「ー」にはタイルはない。濁音、半濁音、小さい文字、そして長音符は、静音で代用される。代用は縦横違う方法でしてもよい。「言葉遣い」を横に、「悪化」を縦に配置した例：
|    |    |    | あ |    |    |
| こ | と | は | つ | か | い |
|    |    |    | か |    |    |